# Lit à clous
Pour les articles homonymes, voir Lit de clous.
Un lit à clous est, en électronique, un banc de test, utilisé en électronique industrielle, servant à analyser, contrôler et programmer un circuit imprimé. Il est aussi appelé test in situ.
Pour cela, des clous sortent d'une plaque, sur laquelle est posée la carte du circuit imprimé. Les clous, étant des conducteurs électriques, peuvent ainsi tester et mesurer les différents points de contact des composants.
Cette technique de test permet en particulier des tests la présence des composants, des tests de continuité/court-circuit électrique, des tests de circuits ouverts, des tests électriques des composants analogiques et des tests capacitifs.
La norme IEEE 1149.1, basée sur JTAG, a pour but d'éviter ce type d'équipement pour les tests.